# فلاديمير دراغوتينوفيتش
فلاديمير دراغوتينوفيتش (بالصربية: Владимир Драгутиновић) مواليد 20 يونيو 1967 في بلغراد، جمهورية صربيا الاشتراكية، هو لاعب كرة سلة صربي سابق. لعب مع نادي بارتيزان لكرة السلة من سنة 1984 إلى 1987، ثم لعب مع نادي بودوشنوست لكرة السلة في موسم 1997–1998، ثم لعب مع أوياك رينو في موسم 1998–1999.

## روابط خارجية
- فلاديمير دراغوتينوفيتش على موقع كرة السلة الأوروبية.كوم (الإنجليزية)